# タンドゥ山脈
タンドゥ山脈（タンドゥさんみゃく、トゥヴァ語: Таңды-Уула,Tañdı-Uula、ロシア語:Танну-Ола）は、シベリア南部に位置し、ロシア連邦構成共和国のトゥヴァ共和国にある山脈である。長さは300kmにわたり、山脈の平均標高は2,500～2,700m程度となっている。最高峰は3,091mの山で、尾根沿いにモンゴルとの国境が敷かれている。

## 名称
この山脈は、13世紀ごろに成立したとされている『元朝秘史』に"タンル山"（儻魯 Tanglu）、および『元史』「地理志」15「西北地附録」にも"タンル山"（唐麓嶺）がみえる。一方、ラシードゥッディーンの『集史』には記載がみえない。清代になると、康熙帝統治下の1711年から1712年にかけて調査されたセレンガ図に"タンヌ山" (湯努山)の名称が、また雍正帝の時代1725年の『実録』には"タンヌ山" (唐奴山)がみえる。おそらく、雍正帝時代から乾隆帝時代にかけて"タンヌ山"（唐努山）が確定されるようになったのであろう。
これらの名前は全て不思議・畏怖・素晴らしいを意味する古テュルク語の"taŋ"が元になったと考えられている。

## 地理
この山脈の北斜面はイェニセイ川流域となっていて、西サヤン山脈に面している。東端はモンゴルのセレンガ川の大きな流域に接している。また、南斜面の丘陵地帯はモンゴルまで伸びていて、その端はウヴス・ヌール盆地の北方まで達している。そして、西端はロシア連邦構成共和国のアルタイ共和国のアルタイ山脈の北部にある。